# Республиканский театр кукол (Йошкар-Ола)
ГАУК РМЭ «Республика́нский теа́тр ку́кол» (Государственное автономное учреждение культуры Республики Марий Эл «Республиканский театр кукол») — кукольный театр, основанный в 1942 году в городе Йошкар-Ола Марийской АССР. В театре играются спектакли на русском и марийском языках.

## История создания

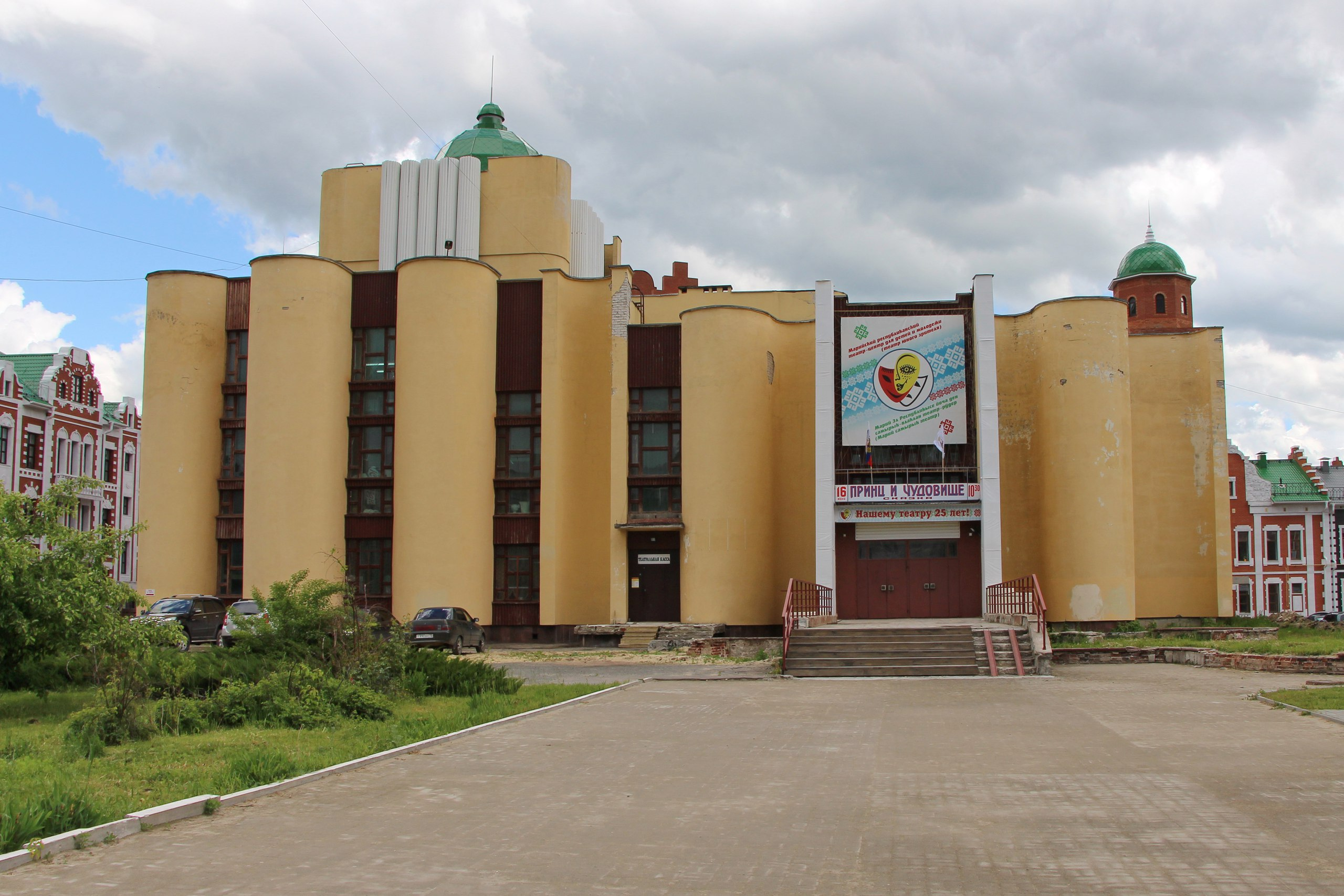
Бывшее здание театра (с 1989 до 2014 гг.)

В 1942 году художественный руководитель русской труппы Марийского государственного театра Георгий Константинович Крыжицкий предложил разыгрывать небольшие представления с куклами во время антрактов. Вскоре некоторые из них было решено показывать в качестве самостоятельных кукольных постановок для детей.
15 мая 1942 года Управлением по делам искусств при Совете народных комиссаров Марийской АССР был издан приказ о создании хозрасчётной кукольной бригады артистов. Первыми спектаклями театра стали: «Петрушка у малышей» С. Преображенского и «Петрушка у фашистов». Первыми артистами-кукловодами были Нина Евсеевна Попова, Пётр Сергеевич Трубенков, Александр Андреевич Мягков. Они работали артистами русской драмы и по совместительству кукольниками. В марте 1943 года Республиканский театр кукол стал государственным театром с постоянным штатом в 12 человек.
В 1945—1948 годах Республиканский театр кукол возглавлял актёр русской труппы Марийского государственного драматического театра Василий Иванович Илисавский. В 1948—1958 годах театром руководила Ариадна Георгиевна Пекаторос. Она ввела в театре тростевую систему кукол и трёхплановые ширмы. Она же начала ставить спектакли для старших школьников и взрослых, например, «Голубой ястреб» В. Швембергера, «Большая награда» С. Силаева о Сталинской пятилетке и другие. При А. Г. Пекторос театр впервые обратился к пьесе местного автора, поставив в 1948 году сказку «Песня жизни» Арсия Волкова. В 1950-е годы ведущими актёрами театра были Нина Зиновьевна Сурьянинова, Василий Александрович Медведев, Джернада Васильевна Якшова.
В 1958 году главным режиссёром Республиканского театра кукол снова стал Василий Илисавский. Он стал уделять внимание национальному репертуару и национальной культуре. В 1961 году была образована марийская труппа, которая была призвана играть спектакли на родном языке в удалённых уголках республики. Первой постановкой на марийском языке стал спектакль «Маска Йыван» («Иван-медведь») по пьесе Ю. Страхова.
В 1964—1975 годах главным режиссёром театра был Игорь Кондратьевич Емельянов. Он уделял большое внимание классике детской литературы, также ставил спектакли для взрослых, среди которых «Чёртова мельница» И. Штока (1974).
По приказу Министерства культуры Марийской АССР от 23 сентября 1968 года здание Городского Дома культуры было передано на Республиканскому театру кукол.
В 1969—1990 годах директором Республиканского театра кукол была Раиса Рауфовна Уварова. При ней театр стал выезжать на гастроли по союзным республикам СССР и участвовать в различных фестивалях театров кукол. Главным режиссёром театра в 1978—2001 годах была Екатерина Ивановна Ярденко.
В 1989 году состоялось открытие нового здания, построенного специально для Республиканского театра кукол по ул. Карла Маркса, 87 (затем улица стала называться Вознесенской). Архитектор — Анатолий Галицкий.
В 1993—2014 годах театром руководил директор Вячеслав Александрович Кузнецов. В 2001—2011 годах главным режиссёром театра был российский кукольник, заслуженный артист России Виктор Семёнович Голованов. Он стал руководителем первого курса артистов-кукловодов в Марийском республиканском колледже культуры и искусств имени И. С. Палантая, и в 2009 году труппа театра пополнилась первыми выпускниками. Его дело продолжает заслуженная артистка Российской Федерации Галина Владимировна Ковалёва.
В сентябре 2014 года театр переехал с улицы Вознесенской в новое здание на Патриаршей площади.
В 2014—2022 годах художественным руководителем театра был заслуженный деятель искусств Республики Марий Эл Алексей Анатольевич Ямаев (в 2011—2014 гг. занимал должность главного режиссёра).
С 2022 года художественным руководителем театра является заслуженная артистка Российской Федерации Галина Владимировна Ковалёва, директором — Константин Николаевич Шамшуров.

## Репертуар
Театральный сезон начинается в августе и заканчивается в июне.
В текущем репертуаре более 50 спектаклей для детей и взрослых. Яркими спектаклями для взрослого зрителя в последние годы стали постановки «Прекрасное далеко» по пьесе Д. Привалова, «Бедный Акакий» по мотивам повести Н. В. Гоголя «Шинель», «Жак и его слуга, или Как стать людоедом» в духе народной комедии масок, «Панночка» по пьесе Н. Садур по мотивам повести Н. В. Гоголя «Вий», «Прозоровы. Эпитафия» по пьесе А. П. Чехова «Три сестры», «Двенадцатая ночь, или Что угодно» по пьесе У. Шекспира, «Йӱд орол» («Ночной караул») по пьесе Д. Осокина.
Детский репертуар представлен постановками по произведениям классиков детской прозы: Г. Х. Андерсена, Э. Гофмана, Ш. Перро, Е. Шварца, А.Толстого, С. Маршака, К. Чуковского, а также современных авторов: М. Бартенева, М. Супонна, А. Богачёвой, Д. Войдака, Н. Шмитько и других.

## Участие в конкурсах и награды
Республиканский театр кукол является неоднократным лауреатом фестиваля «Йошкар-Ола театральная», который проводит Союз театральных деятелей Республики Марий Эл. Впервые Гран-при фестиваля в 2000 году получил спектакль Татьяны Батраковой «После дождичка…». Этот спектакль много гастролировал по стране и за рубежом. В 2019 году Гран-при фестиваля «Йошкар-Ола театральная» получил спектакль «Йӱд орол» («Ночной караул») по пьесе Дениса Осокина.
Лауреатами театральной премии имени Йывана Кырли в разные годы становились актёры Николай Большаков, Вера Новикова, Владимир Никитин, Сергей Печенников, Эльвира Лисицына, Галина Ковалёва, Надежда Медведева, Анна Деркач, Максим Белецкий, Сауле Этлис, режиссёры Екатерина Ярденко, Татьяна Лядова, Алексей Ямаев, художники Татьяна Батракова, Сергей Таныгин и другие.
Республиканский театр кукол стал первым в истории Республики Марий Эл театром, отмеченным Российской Национальной театральной премией «Золотая маска»: спектакль «Йӱд орол» («Ночной караул») по пьесе Дениса Осокина был представлен на соискание Премии «Золотая маска-2020» в трёх номинациях: «Лучший спектакль в театре кукол», «Лучшая работа режиссёра в театре кукол» (Алексей Ямаев) и «Лучшая работа художника в театре кукол» (Сергей Таныгин). Художник спектакля «Ночной караул» Сергей Таныгин стал лауреатом Российской Национальной театральной премией «Золотая маска» (сезон 2018—2019).